# Estornell becfí
L'estornell becfí (Onychognathus tenuirostris) és una espècie d'ocell de la família dels estúrnids (Sturnidae). Habita zones boscoses de muntanya d'Àfrica oriental des d'Etiòpia i Eritrea cap al sud, per l'est de la República Democràtica del Congo, Uganda, Kenya, Ruanda, Burundi, nord de Malawi i est de Zàmbia. El seu estat de conservació es considera de risc mínim.